# 627. п. н. е.

## Смрти
- Асурбанипал, асирски краљ